# カイキラニ
カイキラニ・モイシップ (ハワイ語:Kaikilani Moiship)はハワイの口頭伝承の伝説上の人物である。推定16世紀頃に生存していたとされる。 ハワイ本島の王の座を相続したモイシップ家のロノイカマカヒキ (Lonoikamakahiki、ロノ (Lono)とも)の夫である。先代の王が死去した際、夫のリノは王としての責任を実感出来なかったので戦いのスキルを身に着けるまで王の座に君臨することを拒んでいた。カイキラニは夫が十分なスキルを身に着けるまで、夫の代わりに王としての役割を引き受けたハワイ史上初の女酋長である。夫が十分な戦いのスキルを身に着けると、カイキラニはロノに王位を譲った。カイキラニの功績を讃えて金星にあるクレーターは"カイキラニ"と命名された。金星のクレーター一覧を参照。